# Aneta Měšťanová
Aneta Měšťanová (* 2. května 2000, Praha) je česká modelka a vítězka Schwarzkopf Elite Model Look 2015.

## Modeling
Aneta dostávala nabídky již od dětství, ale s modelingem začala až v roce 2015. Agentura Elite ji oslovila v obchodním centru, kde probíhal casting do soutěže Schwarzkopf Elite Model Look 2015. Soutěž se konala 2. září ve Španělském sále. Aneta zde zvítězila a začala se věnovat modelingu. Nafotila kampaně, objevila se v časopisech jako je Vogue či Elle a v mnoha dalších.
Byla součástí zahraničních fashion weeků a jako její největší úspěch považuje přehlídku pro Chanel.